# Melitaea sacaria
Melitaea sacaria är en fjärilsart som beskrevs av Hans Fruhstorfer 1917. Melitaea sacaria ingår i släktet Melitaea och familjen praktfjärilar. Inga underarter finns listade i Catalogue of Life.